# Bonnecourt
Bonnecourt är en kommun i departementet Haute-Marne i regionen Grand Est (tidigare regionen Champagne-Ardenne) i nordöstra Frankrike. Kommunen ligger i kantonen Neuilly-l'Évêque som tillhör arrondissementet Langres. År 2022 hade Bonnecourt 131 invånare.

## Befolkningsutveckling
Antalet invånare i kommunen Bonnecourt
| Referens: INSEE |